# Onthophagus kachowskii
Onthophagus kachowskii là một loài bọ cánh cứng trong họ Bọ hung (Scarabaeidae).